# Pycnogonum buticulosum
Pycnogonum buticulosum is een zeespin uit de familie Pycnogonidae. De soort behoort tot het geslacht Pycnogonum. Pycnogonum buticulosum werd in 1949 voor het eerst wetenschappelijk beschreven door Hedgpeth. 